# Sam Childers
Sam Childers, ps. Kaznodzieja z karabinem (ur. 1962 w Grand Forks, Dakota Północna) – amerykański działacz społeczny, były członek gangu motocyklowego, założyciel fundacji Angels of East Africa zajmującej się ratowaniem dzieci w Sudanie Południowym i Ugandzie.

## Życiorys

### Dzieciństwo i młodość
Urodził się w Grand Forks w Dakocie Północnej. W wieku jedenastu lat razem z rodziną przeprowadził się do Grand Rapids w Minnesocie. W siódmej klasie popadł w alkoholizm, uzależnienie od heroiny i kokainy, zaczął pracować jako ochroniarz przy transakcjach narkotykowych, a jazda na motocyklu stała się dla niego stylem życia.

### Nawrócenie
Podczas jednej z transakcji na Florydzie poznał striptizerkę Lynn, z którą w grudniu 1982 roku, po kilkunastu miesiącach znajomości, ożenił się. Niedługo po tym jego żona nawróciła się na chrześcijaństwo, a on sam przeżył przemianę duchową dopiero po zajściu przez nią w ciążę, co odczytał jako interwencję Boga, gdyż przez ostatnie pięć lat nie mogli począć dziecka. Ich córka, Paige, urodziła się w 1989 roku.
W 1992 roku, po rozpoczęciu nauki umożliwiającej zostanie pastorem, Childers założył w Central City w Pensylwanii wspólnotę religijną Shekinah Fellowship Church, która weszła w skład unii Zborów Bożych oraz zaczął pracować jako przedsiębiorca budowlany w Detroit.

### Praca w Afryce
Za namową pastora, w 1998 roku wyruszył w pierwszą ze swoich podróży do Sudanu, w trakcie których narażony był na ataki (m.in. odwetowe) Armii Bożego Oporu (LRA).
Niedługo po pierwszej podróży, Childers i jego żona Lynn, poruszeni brutalnymi aktami przemocy LRA, założyli fundację Angels of East Africa, prowadzącą sierociniec w Nimule dla około 300 dzieci, dzięki któremu liczbę uratowanych przez nich osób można liczyć w tysiącach. Przydomek „Kaznodziei z karabinem” (ang. Machine Gun Preacher) zyskał dzięki chronieniu utworzonego przez siebie domu dziecka z AK-47 w ręku oraz organizacji zbrojnych rajdów na terytoria LRA w celu ratowania tamtejszych dzieci.
Swoje życie i doświadczenia Sam spisał w książce Another Man’s War.

## Odniesienia w kulturze
- Film Kaznodzieja z karabinem